# مارچلو کامپولونگی
مارچلو کامپولونگی (انگلیسی: Marcello Campolonghi؛ زادهٔ ۱۵ فوریهٔ ۱۹۷۵) بازیکن فوتبال اهل ایتالیا است.
از باشگاه‌هایی که در آن بازی کرده‌است می‌توان به باشگاه فوتبال آ.ث. میلان، باشگاه فوتبال لچه، باشگاه فوتبال کرمونزه، باشگاه فوتبال برشا، باشگاه فوتبال پیاچنزا، باشگاه فوتبال روبور سیه‌نا، باشگاه فوتبال مونتسا، باشگاه فوتبال کروتونه، باشگاه فوتبال رجانا، باشگاه فوتبال چزنا، و باشگاه فوتبال کومو اشاره کرد.
وی همچنین در تیم ملی فوتبال زیر ۲۱ سال ایتالیا بازی کرده‌است.